# Haüyne
L’haüyne est une espèce minérale du groupe des silicates sous-groupe des tectosilicates, de la famille des feldspathoïdes, de formule Na6Ca2Al6Si6O24(SO4)2 avec des traces de : Fe, Mg, K, C.
L'haüyne fait partie du groupe de la sodalite.

## Inventeur et étymologie
Décrite par le minéralogiste danois Tønnes Christian Bruun de Neergaard, en 1807. Son nom lui a été donné en hommage au minéralogiste français René Just Haüy (1743-1822).

## Topotype
Mont Somma, complexe volcanique Somma-Vésuve, Naples, Campanie Italie.

## Cristallographie
- Paramètres de la maille conventionnelle : a = 8,9, Z = 1 ; V = 704,97
- Densité calculée = 2,43

## Gîtologie
L'haüyne se trouve dans les roches ultrabasiques, pauvres en silice et alcalines. Les plus gros cristaux se trouvent dans l’Eifel (Allemagne).

### Minéraux associés
Apatite, augite, biotite, grenat, leucite, mélilite, néphéline, phlogopite, sanidine, titano-andradite, topaze.

## Cristallochimie
L'haüyne fait partie du groupe de la sodalite.

### Groupe de la sodalite
Le groupe de la sodalite est composé de minéraux ayant une structure isométrique similaire et chimiquement proche ; tous issus des feldspathoïdes, minéraux des roches ignées pauvres en silice. Comme les zéolithes, les feldspathoïdes et le groupe de la sodalite ont des structures cristallines largement ouvertes, ce que traduit parfaitement leur faible densité.
- Haüyne : (Na,Ca)4-8[Al6Si6(O,S)24](SO4,Cl)1-2
- Lazurite : (Na,Ca)8[(S,SO4,Cl2)Al6Si6O24]
- Noséane : Na8[(SO4)Al6Si6O24]
- Sodalite : Na8[Cl2Al6Si6O24]
- Tsarégorodtsévite : N(CH3)4[AlSi5O12]
- Tugtupite : Na4[(ClBe)AlSi4O12]

## Variété
- berzéline (Necker) : variété blanche d'haüyne trouvée à Aricia près d'Albano dans le Latium Italie.

Synonymes pour cette variété :
- amphigène octaédrique
- pléonaste blanc

## Synonymie
- hauyne
- hauynite
- marialite (Ryllo)[4]

## Gemmologie
L'haüyne peut être taillée comme pierre fine.

## Gisements remarquables
- Allemagne
  - Steinbruch Michels (einschl. Steinbruch Bous; Steinbruch Geilen), Niedermendig, Mendig, Eifel, Rhin-Palatinat[5]
- Canada (Québec)
  - Oka, Oka complex, Comté Deux-Montagnes[6]
  - Corporation quarry, Montréal[7]
- France
  - Auvergne Cantal[8]
    - Vensac, Brocq-en-Menet, Menet
    - Puy de Bataillouze, puy Mary
    - Valette, Riom-ès-Montagnes

  - Rhône-Alpes, Ardèche
    - Col de l'Escrinet, plateau du Coiron[9]

  - Polynésie française
    - Taiarapu, Teahupoo, Tahiti
- Italie
  - Cava San Vito, San Vito, Ercolano, mont Somma, complexe volcanique Somma-Vésuve, Naples, Campanie, Topotype historique de l'espèce[10]
  - Nemi, Alban, province de Rome, Latium. (pour la variété berzéline)

## Galerie

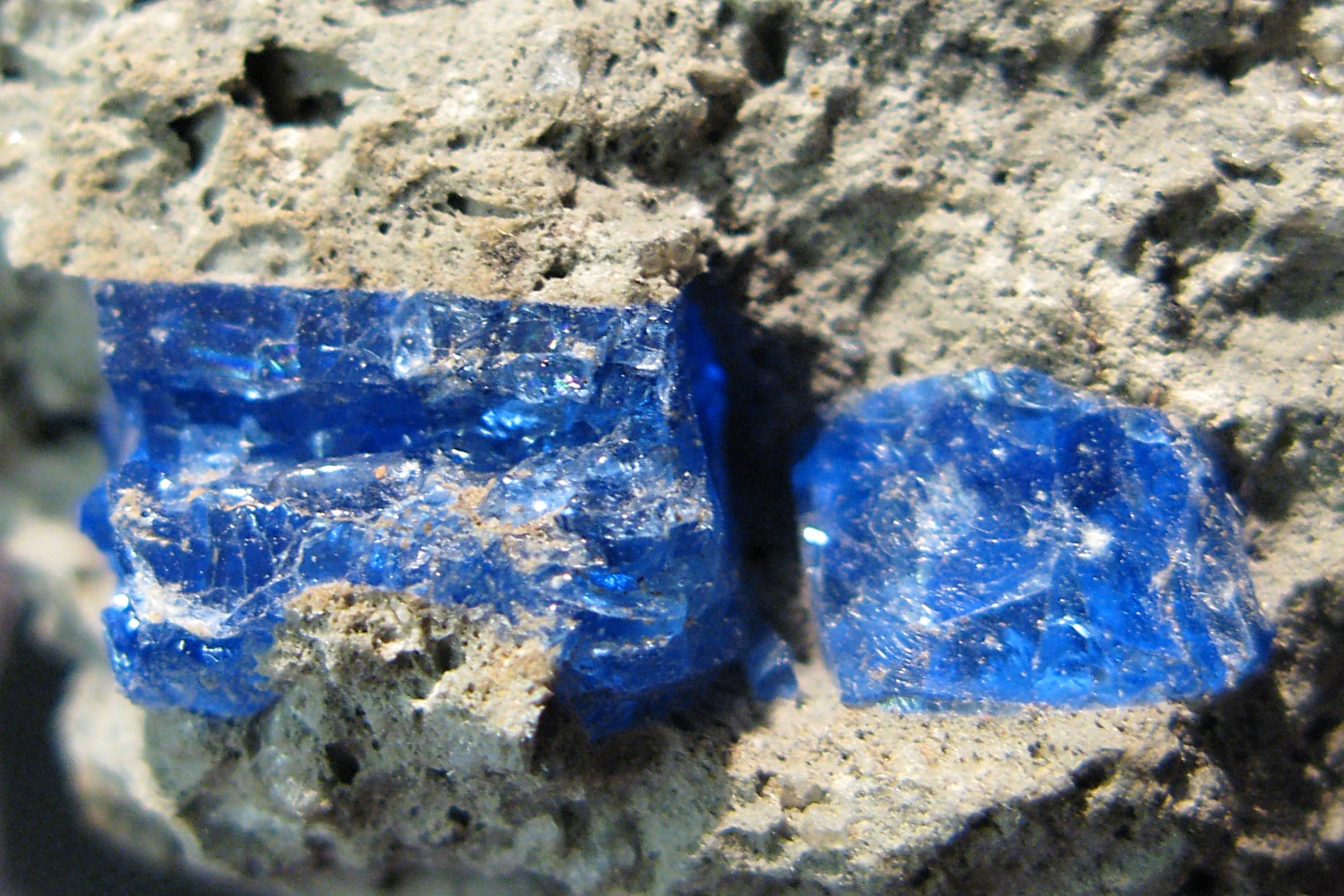
Haüyne - Eifel Allemagne -(2 cm)
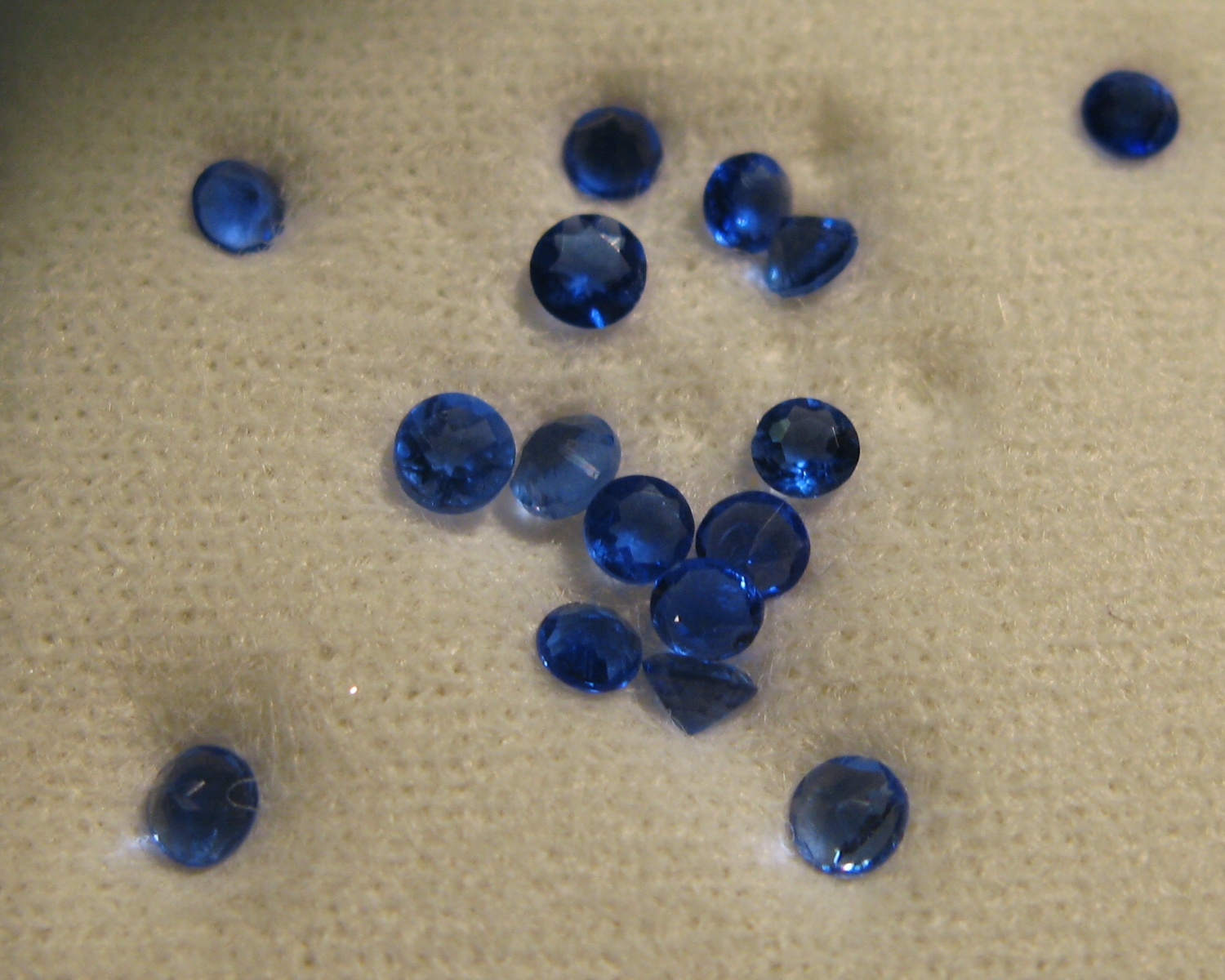
Haüyne taillée